# HMS Neptune (20)
L'HMS Neptune va ser un creuer lleuger de classe Leander que va servir amb la Royal Navy durant la Segona Guerra Mundial.
El Neptune va ser el quart vaixell de la seva classe i va ser el novè vaixell de la Royal Navy que portava el nom.

## Construcció
Construït per Portsmouth Dockyard, se li va col·locar la quilla el 24 de setembre de 1931, avarat el 31 de gener de 1933 i assignat a la Royal Navy el 12 de febrer de 1934 amb el número de gallardet "20".

## Historial operatiu
Durant la Segona Guerra Mundial, el Neptune va operar amb una tripulació formada principalment per la Divisió de Nova Zelanda de la Royal Navy. El vaixell també transportava un gran contingent de personal sud-africà secundat.
El desembre de 1939, uns quants mesos després de la declaració de la guerra, Neptú estava patrullant a l'Atlàntic Sud a la recerca del cuirassat de butxaca (creuer pesat) alemany Admiral Graf Spee. El Neptune, amb altres unitats pesades de la Royal Navy que patrullaven, va ser enviat a l'Uruguai després de la batalla del Riu de la Plata. No obstant això, encara estava en trànsit quan els alemanys van enfonsar el Graf Spee a Montevideo el 17 de desembre.
El Neptune va ser el primer vaixell britànic que va detectar la flota italiana a la batalla de Calàbria, el 9 de juliol de 1940, marcant també la primera vegada des de les guerres napoleòniques que la flota mediterrània va rebre el senyal "flota de batalla enemiga a la vista". Durant el combat posterior, va rebre impactes llançats pel creuer lleuger italià Giuseppe Garibaldi. Les estelles dels obusos de 6 polzades van danyar el seu hidroavió sense reparar, les seves restes van ser llençades al mar. Minuts més tard els seus canons principals van caure sobre el creuer pesant creuer Bolzano tres vegades, causant alguns danys a la seva sala de torpedes, per sota de la línia de flotació i la torreta "B".
Durant 1941, va dirigir la Força K, un esquadró d'atacs de creuers. La seva tasca era interceptar i destruir combois alemanys i italians en ruta cap a Líbia. Els combois estaven subministrant tropes i equipament a l'Afrika Korps de Rommel al nord d'Àfrica.

### Enfonsament
La Força K va ser enviada el 18 de desembre de 1941, per interceptar un comboi amb destinació a Trípoli, just després del breu enfrontament de la flota al capvespre conegut com a Primera Batalla de Sirte.
La nit del 19 al 20 de desembre, el Neptune, al capdavant de la línia, va colpejar dues mines, que formaven part d'un camp de mines italià col·locat per una força de creuers italiana el juny de 1941. La primera va colpejar la pantalla antimines, sense causar danys. El segon va colpejar el casc de proa. Els altres creuers presents, l'Aurora i el Penelope, també van colpejar mines.
Mentre feia marxa enrere fora del camp de mines, el Neptune va colpejar una tercera mina, que li va arrencar les hèlixs i el va deixar mort a l'aigua. L'Aurora no va poder prestar ajuda, ja que ja havia baixat a 10 nusos (19 km/h) i havia de tornar a Malta. El Penelope tampoc no va poder ajudar.
Els destructors Kandahar i Lively van ser enviats al camp de mines per intentar un remolc. El primer va colpejar una mina i va començar a derivar. Aleshores, el Neptune va fer senyals al Lively per mantenir-se lluny. (el Kandahar va ser posteriorment evacuat i enfonsat amb un torpede pel destructor Jaguar, per evitar la seva captura.)
El Neptune va colpejar una quarta mina i es va bolcar ràpidament, matant 737 membres de la tripulació. Els altres 30 van sobreviure inicialment a l'enfonsament, però ells també van morir. Com a resultat, només un encara era viu quan la seva balsa va ser recollida cinc dies després pel torpediner italià Generale Achille Papa. L'únic supervivent, Norman Walton, va passar 15 mesos en un camp de presoners de guerra italià. El 1991, Walton va viatjar a la petita ciutat de Nelson, Nova Zelanda, per inaugurar un monument al Neptune. Dels 736 morts, 150 eren mariners de Nova Zelanda, inclosos quatre de Nelson. Cada any se celebra a Nelson un servei commemoratiu pel Neptune i la seva tripulació.